# Lasiokapala serrata
Lasiokapala serrata är en stekelart som beskrevs av William Harris Ashmead 1904. Lasiokapala serrata ingår i släktet Lasiokapala och familjen Eucharitidae. Inga underarter finns listade i Catalogue of Life.